# Rieks Blok
Henderikus (Rieks) Blok (Sellingen, 2 november 1939 - Groningen, 21 februari 2007) was een Nederlandse burgemeester voor het CDA.

## Biografie
Blok was gehuwd met Grietje Huiting. Hij werkte acht jaar op de afdeling financiën van de gemeente Groningen en was vervolgens ambtenaar in Winterswijk. Blok was vanaf 1982 tot de gemeentelijke herindeling in 1990 burgemeester en gemeentesecretaris in Aduard. In 1990 werd hij als burgemeester benoemd in Ten Boer. In 1997 ging hij met pensioen. Blok overleed op 67-jarige leeftijd en werd begraven op de begraafplaats Selwerderhof in Groningen.